# رونی هیبرسون
رونی هیبرسون فورتادو دی آراخو (به پرتغالی: Ronny Heberson Furtado Araújo) هافبک اهل برزیل است که در شهر فورتالزا و در تاریخ ۱۱ مهٔ ۱۹۸۶ به دنیا آمده‌است.
رونی هیبرسون فورتادو دی آراخو در تیم‌های فوتبال کورینتیانس ،اسپورتینگ لیسبون،União Leiria،هرتابرلین سابقهٔ حضور دارد و پر سرعت ترین شوت تاریخ فوتبال را با سرعت ٢١٠ کیلومتر بر ساعت به ثمر رسانده است.